# Druschba (Dagestan, Buinaksk)
Druschba (russisch Дру́жба; übersetzt „Freundschaft“) war ein Ort auf dem Territorium der heutigen Republik Dagestan in Russland. Er lag auf dem Gebiet des heutigen Rajons Buinakski und ist nicht zu verwechseln mit dem gleichnamigen Dorf im Kajakentski rajon; in der Zeit seiner Existenz war der Ort jedoch dem Stadtsowjet von Kisiljurt unterstellt.
Druschba entstand Anfang der 1960er-Jahre knapp 50 Kilometer südlich der Eisenbahnstation Kisiljurt im Zusammenhang mit dem Bau der Tschirkei-Talsperre, der größten im Nordkaukasus, am Fluss Sulak. 1964 erhielt es den Status einer Siedlung städtischen Typs und hatte 1970 7999 Einwohner. Mit der Fertigstellung der Staumauer wurde Druschba ab 1974 vom sich füllenden Stausee überflutet und aufgegeben. Die Bewohner wurden in die ab 1972 knapp sechs Kilometer nördlich und einige Hundert Höhenmeter oberhalb der Staumauer gelegene Siedlung Dubki umgesiedelt.